# Глаженка
Гла́женка — деревня в Брянском районе Брянской области, в составе Нетьинского сельского поселения. Расположена на шоссе Брянск—Сельцо, в 3 км к северо-западу от посёлка Нетьинка, в 2 км к северу от железнодорожной платформы Хотылёво. Население — 580 человек (2010).

## История
Основана в 1906 году как имение Д. Н. Астафьева; разрослась в 1910-е гг. за счёт переселенцев из Белоруссии. До 1924 года — в Любохонской, Дорожовской волости Брянского (с 1921 — Бежицкого) уезда; позднее в Бежицкой волости, Брянском районе (с 1929). До 1959 года — центр Глаженского сельсовета; в 1959—1982 в Толвинском сельсовете.
| Годы      | 1926 | 1979 | 1989 | 2002 | 2010 |
| --------- | ---- | ---- | ---- | ---- | ---- |
| Население | 281  | 706  | 578  | 560  | 580  |